# Euploea miraculosa
Euploea miraculosa är en fjärilsart som beskrevs av Hans Fruhstorfer 1901. Euploea miraculosa ingår i släktet Euploea och familjen praktfjärilar. Inga underarter finns listade i Catalogue of Life.